# 존 올랜도 파스토레
존 올랜도 파스토레(John Orlando Pastore, 1907년 3월 17일 ~ 2000년 7월 15일)은 미국의 정치인으로 제61대 로드아일랜드주 주지사, 제81~94대 미국 로드아일랜드 상원의원이다.

## 학사
- 노스이스턴 대학교 법학학사

## 경력
- 1934 ~ 1937 미국 로드아일랜드주 하원의원
- 1945.01 ~ 1946.10 제54대 로드아일랜드 부지사
- 1946.10 ~ 1950.12 제61대 로드아일랜드 주지사
- 1950.12 ~ 1976.12 제81·82·83·84·85·86·87·88·89·90·91·92·93·94대 로드아일랜드주 연방상원의원

## 역대 선거 결과
| 선거명        | 직책명                        | 대수 | 정당   | 득표율 | 득표수    | 결과 | 당락                         |
| ------------- | ----------------------------- | ---- | ------ | ------ | --------- | ---- | ---------------------------- |
| 1944년 선거   | 로드아일랜드 부지사           | 54대 | 민주당 | 59.43% | 173,958표 | 1위  | 로드아일랜드 부지사 당선     |
| 1946년 선거   | 로드아일랜드 주지사           | 55대 | 민주당 | 54.27% | 148,885표 | 1위  | 로드아일랜드 주지사 당선     |
| 1948년 선거   | 로드아일랜드 주지사           | 55대 | 민주당 | 61.15% | 198,056표 | 1위  | 로드아일랜드 주지사 당선     |
| 1950년 재선거 | 상원의원 (로드아일랜드 제1부) | 81대 | 민주당 | 61.63% | 184,520표 | 1위  | 로드아일랜드주 상원의원 당선 |
| 1952년 선거   | 상원의원 (로드아일랜드 제1부) | 83대 | 민주당 | 54.78% | 225,128표 | 1위  | 로드아일랜드주 상원의원 당선 |
| 1958년 선거   | 상원의원 (로드아일랜드 제1부) | 86대 | 민주당 | 64.49% | 222,166표 | 1위  | 로드아일랜드주 상원의원 당선 |
| 1964년 선거   | 상원의원 (로드아일랜드 제1부) | 89대 | 민주당 | 82.73% | 319,607표 | 1위  | 로드아일랜드주 상원의원 당선 |
| 1970년 선거   | 상원의원 (로드아일랜드 제1부) | 92대 | 민주당 | 67.54% | 230,469표 | 1위  | 로드아일랜드주 상원의원 당선 |